# Hypostomus paranensis
Hypostomus paranensis är en fiskart som beskrevs av Weyenbergh, 1877. Hypostomus paranensis ingår i släktet Hypostomus och familjen Loricariidae. Inga underarter finns listade i Catalogue of Life.